# Synagoge (Bechyně)

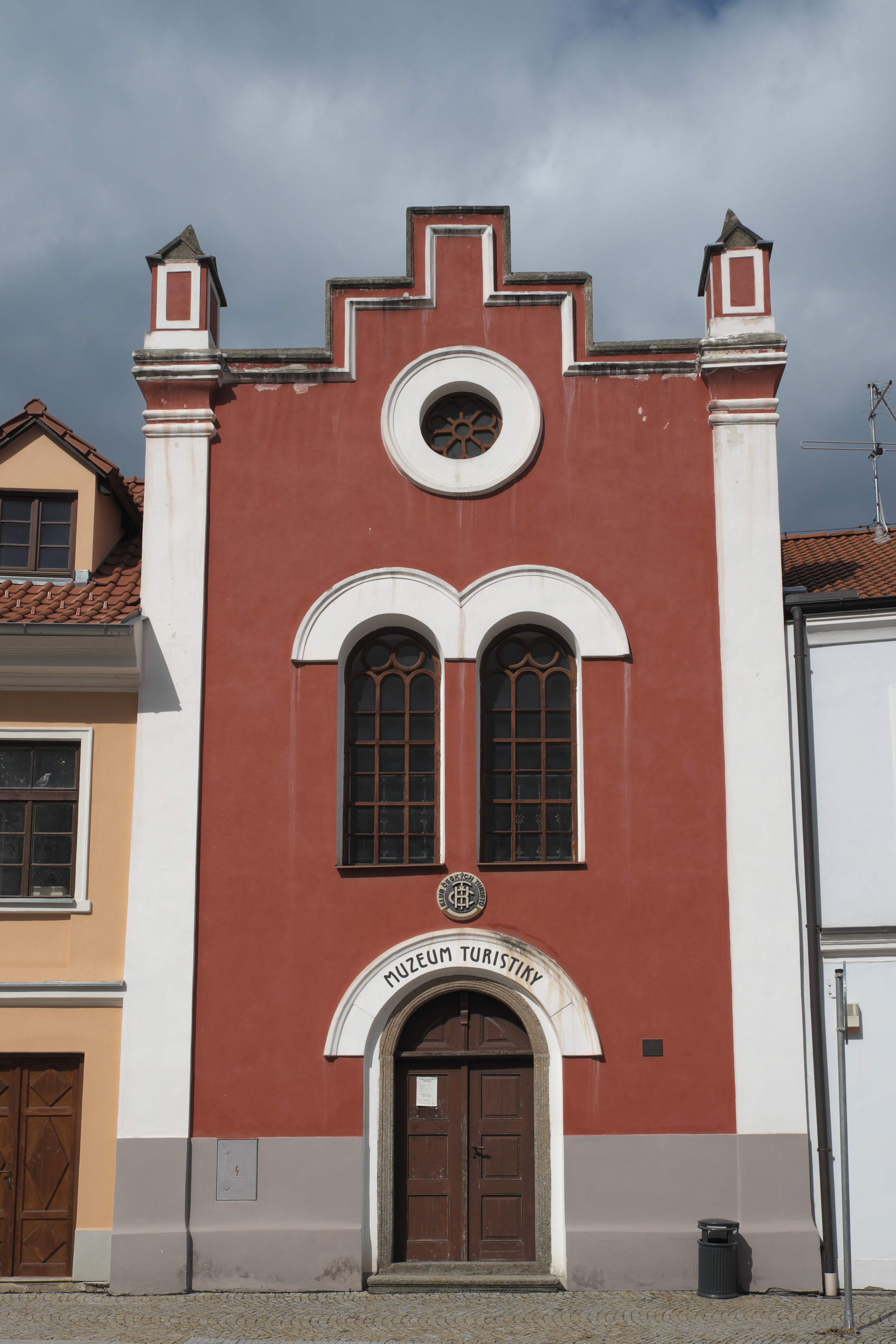
Synagoge in Bechyně

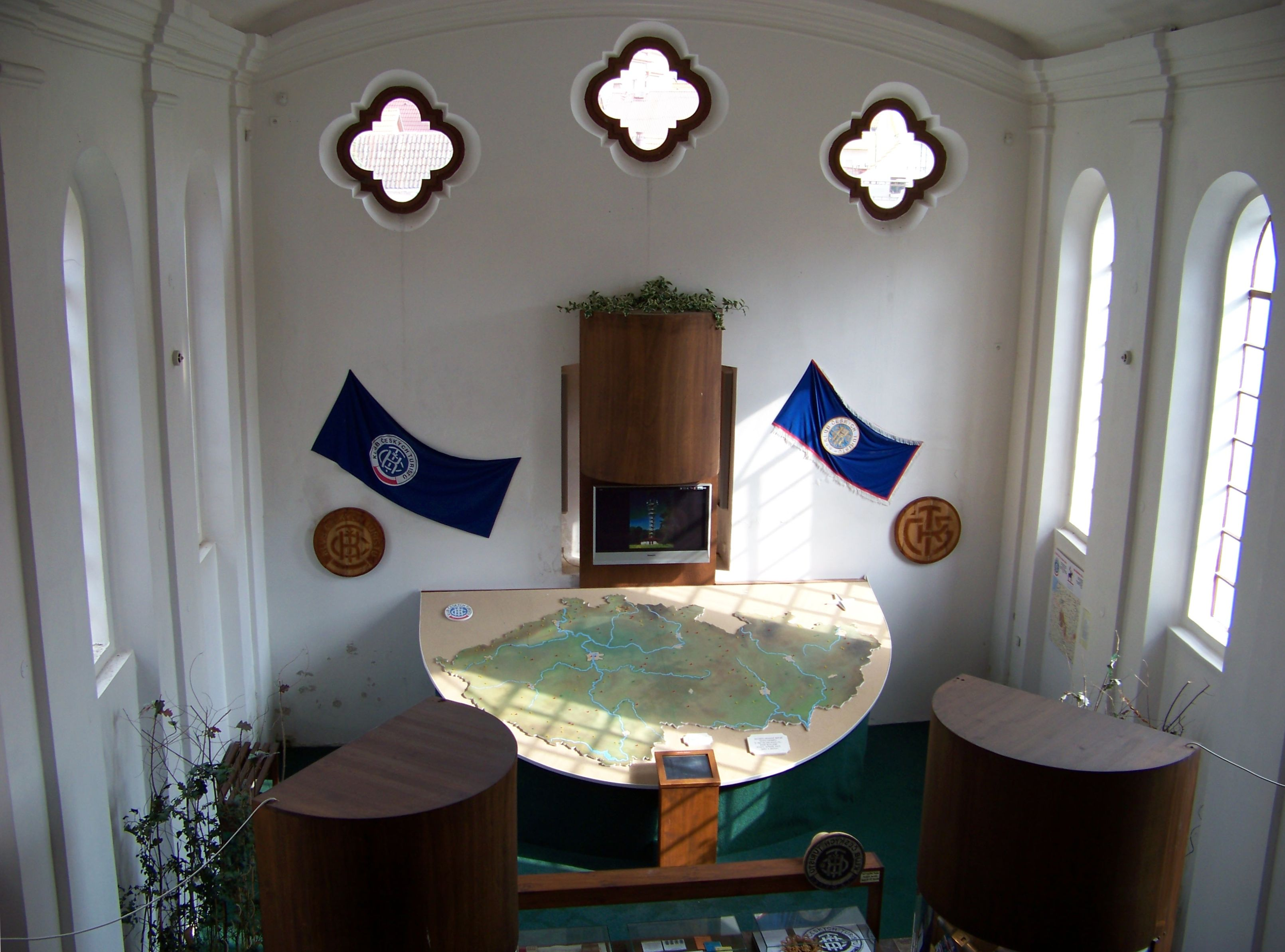
Innenansicht

Die Synagoge in Bechyně (deutsch Bechin, auch Beching), einer Stadt im Jihočeský kraj (Südböhmische Region) in Tschechien, wurde 1827 errichtet.

## Geschichte
In Bechyně sind Juden seit dem Ende des 16. Jahrhunderts nachgewiesen. Ihre Blüte erlebte die jüdische Gemeinde im 19. Jahrhundert, als sie eine Mitgliederzahl von ca. 140 Personen erreichte.
Im Jahr 1827 wurde eine Synagoge im neuromanischen Stil an der Široká-Straße erbaut. Die deutschen Besatzer ermordeten während des Zweiten Weltkriegs alle dort noch lebenden jüdischen Einwohner der Stadt.
Das Gebäude der ehemaligen Synagoge wird seit 2006 als Muzeum turistiky (Tourismusmuseum) genutzt.